# Argiope aemula
Argiope aemula är en spindelart som först beskrevs av Charles Athanase Walckenaer 1842.  Argiope aemula ingår i släktet Argiope och familjen hjulspindlar. Utöver nominatformen finns också underarten A. a. nigripes.

## Bildgalleri

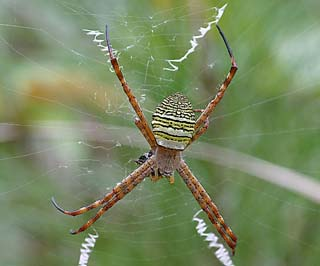
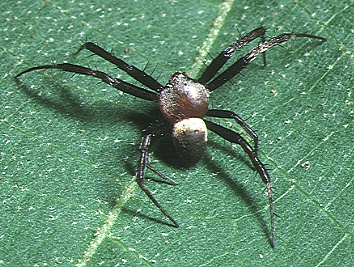
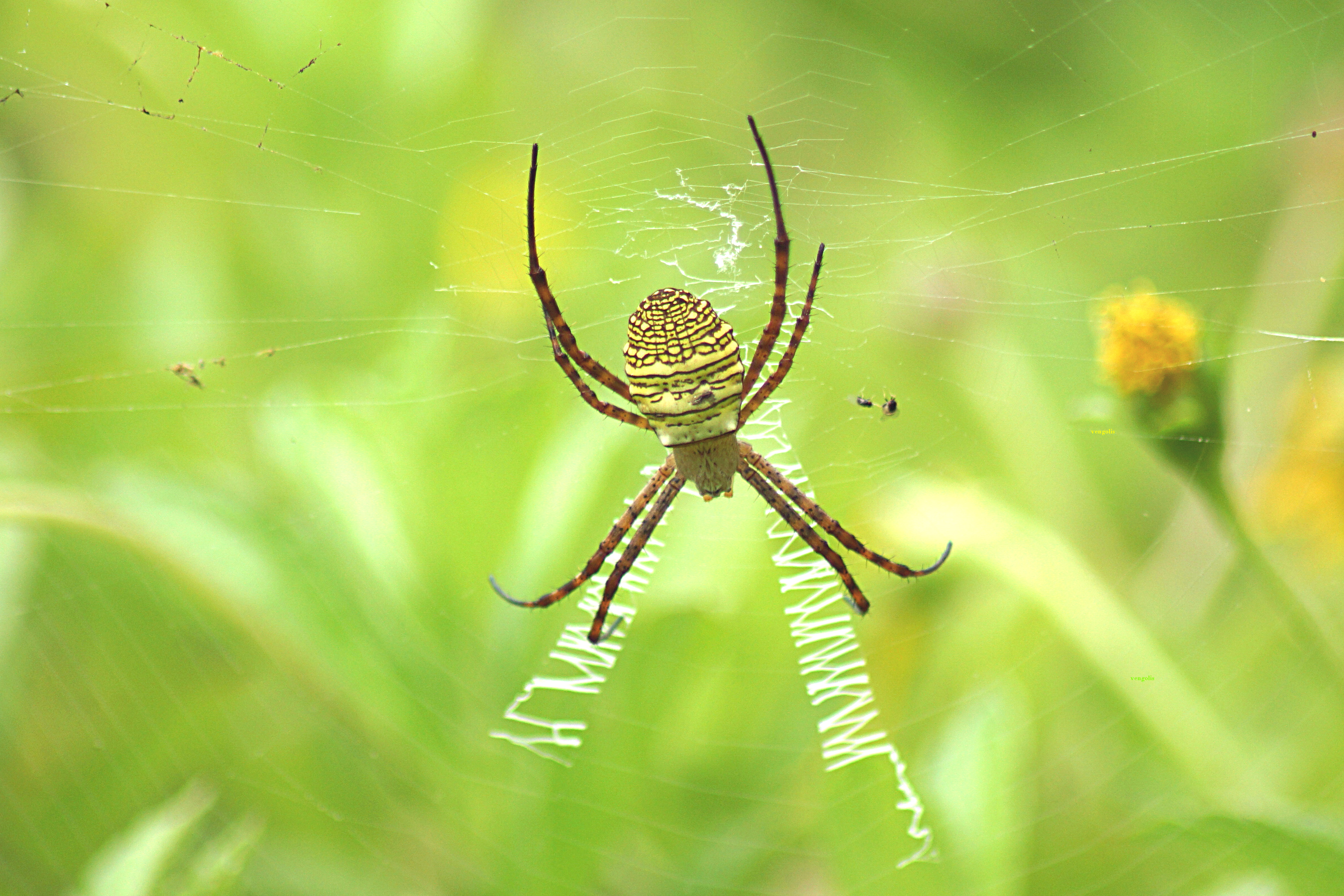